# Campionati del mondo di atletica leggera 1987 - Lancio del giavellotto maschile
La gara del lancio del giavellotto maschile dei Campionati del mondo di atletica leggera 1987 si è svolta tra il 29 e il 30 agosto. Fu il primo mondiale dopo la modifica del giavellotto avvenuta nel 1986.

## Podio
| Pos.    | Atleta           | Nazionalità      | Prestazione |
| ------- | ---------------- | ---------------- | ----------- |
| Oro     | Seppo Räty       | Finlandia        | 83,54 m     |
| Argento | Viktor Yevsyukov | Unione Sovietica | 82,52 m     |
| Bronzo  | Jan Železný      | Cecoslovacchia   | 82,20 m     |

## Situazione pre-gara

### Record
Prima di questa competizione, il record del mondo (RM) e il record dei campionati (RC) erano i seguenti:
| Record                | Prestazione                | Atleta                     | Data                                 | Competizione  |
| --------------------- | -------------------------- | -------------------------- | ------------------------------------ | ------------- |
| Record mondiale       | 87,66 m (nuovo attrezzo)   | Jan Železný Cecoslovacchia | 31 maggio 1987 Nitra, Cecoslovacchia |               |
| Record dei campionati | 89,48 m (vecchio attrezzo) | Detlef Michel Germania Est | 12 agosto 1983 Helsinki, Finlandia   | Mondiali 1983 |

### Campioni in carica
I campioni in carica a livello olimpico e mondiale erano:
| Campione | Atleta                     | Prestazione                | Data                                   | Competizione         |
| -------- | -------------------------- | -------------------------- | -------------------------------------- | -------------------- |
| Olimpico | Arto Härkönen Finlandia    | 86,76 m (vecchio attrezzo) | 5 agosto 1984 Los Angeles, Stati Uniti | Giochi olimpici 1984 |
| Mondiale | Detlef Michel Germania Est | 89,48 m (vecchio attrezzo) | 12 agosto 1983 Helsinki, Finlandia     | Mondiali 1983        |

### La stagione
Prima di questa gara, gli atleti con le migliori tre prestazioni dell'anno erano:
| Pos. | Atleta                          | Prestazione              | Data                                   |
| ---- | ------------------------------- | ------------------------ | -------------------------------------- |
| 1    | Jan Železný Cecoslovacchia      | 87,66 m (nuovo attrezzo) | 31 maggio 1987 Nitra, Cecoslovacchia   |
| 2    | Klaus Tafelmeier Germania Ovest | 86,64 m                  | 12 luglio 1987 Gelsenkirchen, Germania |
| 3    | Mick Hill Regno Unito           | 85,24 m                  | 30 giugno 1987 Stoccolma, Svezia       |

## Risultati[3][4]

### Turni eliminatori
| 2Gruppi | 29 agosto | 37 iscritti    | Si qualificano alla finale chi supera i 79,00 m (Q) o si trova almeno tra i primi 12. |
| Finale  | 30 agosto | 12 concorrenti |                                                                                       |

### Qualificazioni
Sabato 29 agosto 1987
| Pos. | Atleta                 | Nazione          | Misura  | Note |
| ---- | ---------------------- | ---------------- | ------- | ---- |
| 1    | Viktor Yevsyukov       | Unione Sovietica | 81,36 m | Q    |
| 2    | Pascal Lefèvre         | Francia          | 80,60 m | Q    |
| 3    | Jan Železný            | Cecoslovacchia   | 79,20 m | Q    |
| 4    | Duncan Atwood          | Stati Uniti      | 78,82 m | q    |
| 5    | Mick Hill              | Regno Unito      | 78,88 m | q    |
| 6    | Peter Borglund         | Svezia           | 78,30 m | q    |
| 7    | Seppo Räty             | Finlandia        | 78,22 m | q    |
| 8    | Antonios Papadimitriou | Grecia           | 76,48 m |      |
| 9    | Sejad Krdžalić         | Jugoslavia       | 75,94 m |      |
| 10   | Roald Bradstock        | Regno Unito      | 75,86 m |      |
| 11   | Emil Tsvetanov         | Bulgaria         | 75,48 m |      |
| 12   | Masami Yoshida         | Giappone         | 74,90 m |      |
| 13   | Juan de la Garza       | Messico          | 73,36 m |      |
| 14   | Andreas Linden         | Germania Ovest   | 72,22 m |      |
| 15   | Kim Jae-Sang           | Corea del Sud    | 71,88 m |      |
| 16   | Zakayo Malekwa         | Tanzania         | 71,74 m |      |
| 17   | Tarek Chaabani         | Tunisia          | 64,66 m |      |
| 18   | Bassam Al-Shater       | Siria            | 61,64 m |      |
| 19   | Romeo Montanes         | Filippine        | 58,38 m |      |

| Pos. | Atleta             | Nazione          | Misura  | Note |
| ---- | ------------------ | ---------------- | ------- | ---- |
| 1    | Tom Petranoff      | Stati Uniti      | 81,26 m | Q    |
| 2    | Kazuhiro Mizoguchi | Giappone         | 80,58 m | Q    |
| 3    | David Ottley       | Regno Unito      | 78,64 m | q    |
| 4    | Lev Shatilo        | Unione Sovietica | 78,20 m | q    |
| 5    | Dag Wennlund       | Svezia           | 77,78 m | q    |
| 6    | Einar Vilhjálmsson | Islanda          | 77,46 m |      |
| 7    | Klaus Tafelmeier   | Germania Ovest   | 76,46 m |      |
| 8    | Marek Kaleta       | Unione Sovietica | 76,10 m |      |
| 9    | Jyrki Blom         | Finlandia        | 75,74 m |      |
| 10   | Sigurður Einarsson | Islanda          | 75,52 m |      |
| 11   | Gavin Lovegrove    | Nuova Zelanda    | 74,16 m |      |
| 12   | Mirosław Witek     | Polonia          | 73,62 m |      |
| 13   | Ivan Mustapić      | Jugoslavia       | 73,34 m |      |
| 14   | Justin Arop        | Uganda           | 71,76 m |      |
| 15   | Mark Babich        | Stati Uniti      | 70,76 m |      |
| 16   | Fabio de Gaspari   | Italia           | 70,76 m |      |
| 17   | Zdeněk Adamec      | Cecoslovacchia   | 70,72 m |      |
| 18   | Mike Mahovlich     | Canada           | 67,64 m |      |

### Finale
Domenica 30 agosto 1987
| Pos | Atleta             | Nazionalità      | 1ª prova | 2ª prova | 3ª prova | 4ª prova | 5ª prova | 6ª prova | Risultato | Note             |
| --- | ------------------ | ---------------- | -------- | -------- | -------- | -------- | -------- | -------- | --------- | ---------------- |
|     | Seppo Räty         | Finlandia        | 76,86 m  | 78,08 m  | 82,32 m  | 76,52 m  | 79,44 m  | 83,54 m  | 83,54 m   | (nuovo attrezzo) |
|     | Viktor Yevsyukov   | Unione Sovietica | 82,10 m  | 80,36 m  | x        | x        | 82,52 m  | 80,34 m  | 82,52 m   |                  |
|     | Jan Železný        | Cecoslovacchia   | 80,56 m  | 82,20 m  | 79,50 m  | x        | 79,38 m  | x        | 82,20 m   |                  |
| 4   | Tom Petranoff      | Stati Uniti      | 75,48 m  | 80,46 m  | 81,28 m  | x        | 80,76 m  | x        | 81,28 m   |                  |
| 5   | Lev Shatilo        | Unione Sovietica | 69,84 m  | 81,02 m  | 76,84 m  | 71,42 m  | x        | x        | 81,02 m   |                  |
| 6   | Kazuhiro Mizoguchi | Giappone         | 80,24 m  | x        | 77,98 m  | 77,26 m  | 77,28 m  | 77,72 m  | 80,24 m   |                  |
| 7   | Mick Hill          | Regno Unito      | 78,14 m  | 79,66 m  | 74,72 m  | x        | 74,64 m  | 75,52 m  | 79,66 m   |                  |
| 8   | Dag Wennlund       | Svezia           |          |          |          |          |          |          | 78,40 m   |                  |
| 9   | David Ottley       | Regno Unito      |          |          |          |          |          |          | 77,64 m   |                  |
| 10  | Pascal Lefèvre     | Francia          |          |          |          |          |          |          | 77,14 m   |                  |
| 11  | Peter Borglund     | Svezia           |          |          |          |          |          |          | 75,46 m   |                  |
| 12  | Duncan Atwood      | Stati Uniti      |          |          |          |          |          |          | 72,54 m   |                  |